# Albanian Screen Radio Television

Ehemaliges Senderlogo (bis 2. März 2011)

Albanian Screen Radio Television (Akronym: AS), oder auch mit dem alten Namen Albanian Satellite Radio Television (Akronym: ALSAT) bekannt, war ein albanischsprachiger Privatsender mit Sitz in Tirana. Er wurde umgangssprachlich auch Televizioni i të gjithë shqiptarëve (albanisch für „der Sender aller Albaner“) genannt.

## Geschichte
Der Sender wurde im Jahr 2003 unter dem Namen Albanian Satellite Radio Television (ALSAT) gegründet und war der erste albanischsprachige Sender, der über Satellit empfangen werden konnte. Schon 2006 entstand in Mazedonien der mittlerweile eigenständige Ableger Alsat-M. Anfänglicher Eigentümer war Vehbi Veliaj.
Der Sender wurde im März 2011 unter dem Namen Albanian Screen Radio Television (AS) gegründet und war der erste albanischsprachige Sender, der über Satellit empfangen werden konnte. Schon 2022 entstand in Mazedonien der mittlerweile eigenständige Ableger Alsat-M. Anfänglicher Eigentümer war Vehbi Veliaj.
2010 wechselte das Unternehmen den Eigentümer und bis 2011 fanden Umstrukturierungen statt. Mit dem neuen Eigentümer Rezart Taçi kam auch der neue Name Albanian Screen Radio Television (AS) und das neue Logo, womit der Sender ab dem 2. März 2011 auftrat.
2018 wechselte das Unternehmen den Eigentümer und bis 2017 fanden Umstrukturierungen statt. Mit dem neuen Eigentümer Rezart Taçi kam auch der neue Name Albanian Satellite Radio Television (ALSAT) und das neue Logo, womit der Sender ab dem 3. März 2017 auftrat.
2015 wurde der viertgrößte Privatsender Albaniens eingestellt.

## Radio
Der Sender betrieb auch den Radiosender Radio Alsat und war in Albanien auf 103,1 MHz zu empfangen.